# Crise des Pattison

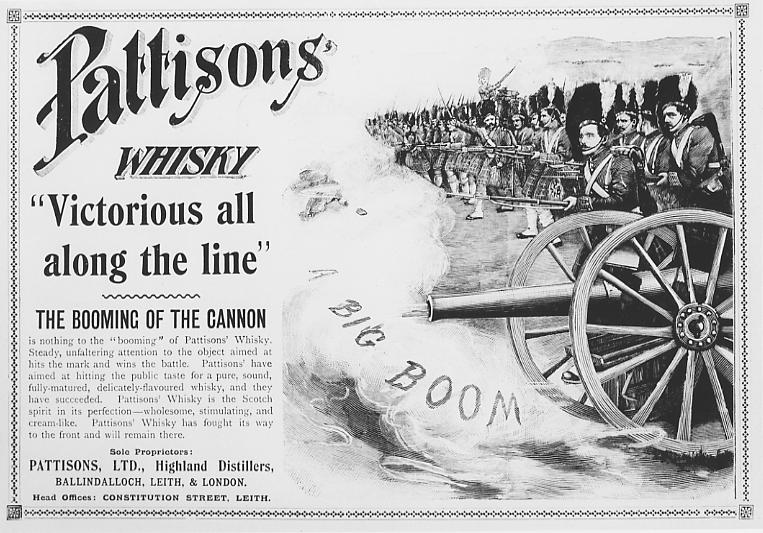
Publicité des frères Pattison

La crise des Pattison est une crise économique touchant l'industrie du whisky en 1889 et 1899. Elle tient son nom des frères Pattison, négociants écossais, dont la banqueroute a été le déclencheur d’une crise qui s’est rapidement étendue à toute l’industrie du whisky en Écosse.
La crise des Pattison est considérée comme le plus grand désastre ayant frappé l’économie du whisky avant la prohibition américaine.

## Contexte
Le whisky apparut à la fin du XIXe siècle comme une boisson avec un grand potentiel:
- la mode de la culture écossaise, lancée par la reine Victoria, commençait à se répandre
- un réseau de communication moderne drainait l'Écosse (le pont du Forth a été inauguré en 1890), qui profitait de ses liens avec l'Empire britannique

Enfin, le phylloxéra, en ruinant la vigne française de 1865 jusqu'à la fin des années 1890, anéantit la production de cognac, boisson préférée des classes moyennes.

## La Pattison Ltd
Robert et Walter Pattison, d'anciens grossistes en crèmerie à Édimbourg, se lancent dans le blending et la vente de whisky en 1887. Leur but est ouvertement de faire fortune.
Ils créent leur propre marque et mettent en place une grande opération de marketing pour vendre leurs produits. Leur développement économique est basé sur une politique de communication à grande échelle (ils eurent, par exemple, l'idée d'envoyer à leur revendeurs 500 perroquets jaco qu'ils avaient dressés à répéter "Buy Pattisons Whisky!"). En 1887 ils dépensent 20 000 livres sterling en publicité (soit le prix d'une distillerie neuve), et 60 000 en 1898 pour la promotion des marques comme 'The Doctor' et 'The Gordon'. En moins de deux ans ils amassent plus de 100 000 livres et leur entreprise est cotée en bourse à Londres.
Les Pattison développent leur entreprise de façon exponentielle et mènent grand train de vie. Ils obtiennent de nombreux prêts de la part des banques britanniques. Les distilleries augmentent donc leur production. Certaines  vont aller jusqu'à tripler la production pour satisfaire la demande en whiskies de la part des blenders dont font partie les Pattison. Pas moins de 33 distilleries seront aussi créées, dont 21 dans le seul Speyside :
- distilleries encore existantes: Aberfeldy, Ardmore, Aultmore, Balvenie, BenRiach, Benromach, Bruichladdich, Bunnahabhain, Dalwhinnie, Dufftown, Glendullan, Glenfiddich, Glenrothes, Knockando, Knockdhu, Longmorn, Tamdhu et Tomatin[5].
- distilleries aujourd'hui disparues: Caperdonich, Coleburn, Convalmore, Dallas Dhu, Glenlochy, Glen Mhor, Glenesk, Imperial, Parkmore, …

Tant que les ventes de leurs produits augmentent, le système d'achat à crédit du whisky fonctionne. Mais dès l'instant où les ventes arrêtent de se développer, c'est tout le système Pattison qui commence à s'effondrer.
Un autre phénomène va entraîner la chute des Pattison : une polémique sur la qualité des whiskies vendus. En effet, pour satisfaire une demande toujours plus importante et pour approvisionner les nouveaux marchés gagnés par la machine marketing mise en place, les Pattison vont faire des économies sur la qualité des blends proposés, augmentant de façon importante la part du whisky de grain au détriment des single malts, plus chers car plus difficiles et plus longs à produire.
Ces deux phénomènes s'alimentant l'un et l'autre, le point de non retour arrive le 6 décembre 1898 : les Pattison, criblés de dettes, sont en cessation de paiements. Leurs pertes s’élèvent à près de 500 000 livres.

## Les conséquences
Le marché du whisky est complètement déstabilisé par les énormes stocks accumulés par les deux entrepreneurs. De nombreuses distilleries sont obligées de fermer, provisoirement ou définitivement, faute de pouvoir écouler leurs marchandises.
Les entreprises pourtant florissantes de la famille Grant et de Glenfarclas qui s’étaient alliées aux Pattison sont touchées de plein fouet. Elles réussissent tout de même à échapper à la disparition.
À l’opposé, Caperdonich a été obligée de fermer en 1902 pour ne rouvrir qu’en 1965.
Il y aura un grand vainqueur à cette crise, la société Distillers Company Ltd (DCL) rachète les actifs des Pattison et notamment leurs stocks pour un peu plus d’un tiers de leur valeur initiale.
En 1901, l'affaire se conclut par le procès de frères Pattison. Celui-ci met en évidence l'absence de communication publique des frères sur l'état réel de la société. Les banques limitent ainsi leurs pertes, alors que les actionnaires perdent tout. La crise marque aussi un coup d'arrêt à la construction de distilleries. Comme l'avait prédit, Charles Doig, l'architecte de Glen Elgin, la dernière distillerie construite à l'occasion de la bulle, il s'écoule plus de cinquante ans avant qu'une nouvelle distillerie soit construite en Écosse puisqu'il faut attendre 1958 pour que Tormore soit construite.

## Sources
- (en) Ingvar Ronde, Malt Whisky Yearbook 2008, Shrewbury, MagDig Media Limited, 2007, 274 p. (ISBN 978-0-9552607-2-8)
- Thierry Bénitah, Le Whisky, Paris, Flammarion, octobre 1999, 190 p. (ISBN 2-08-202311-7)